# Heinz Dürr

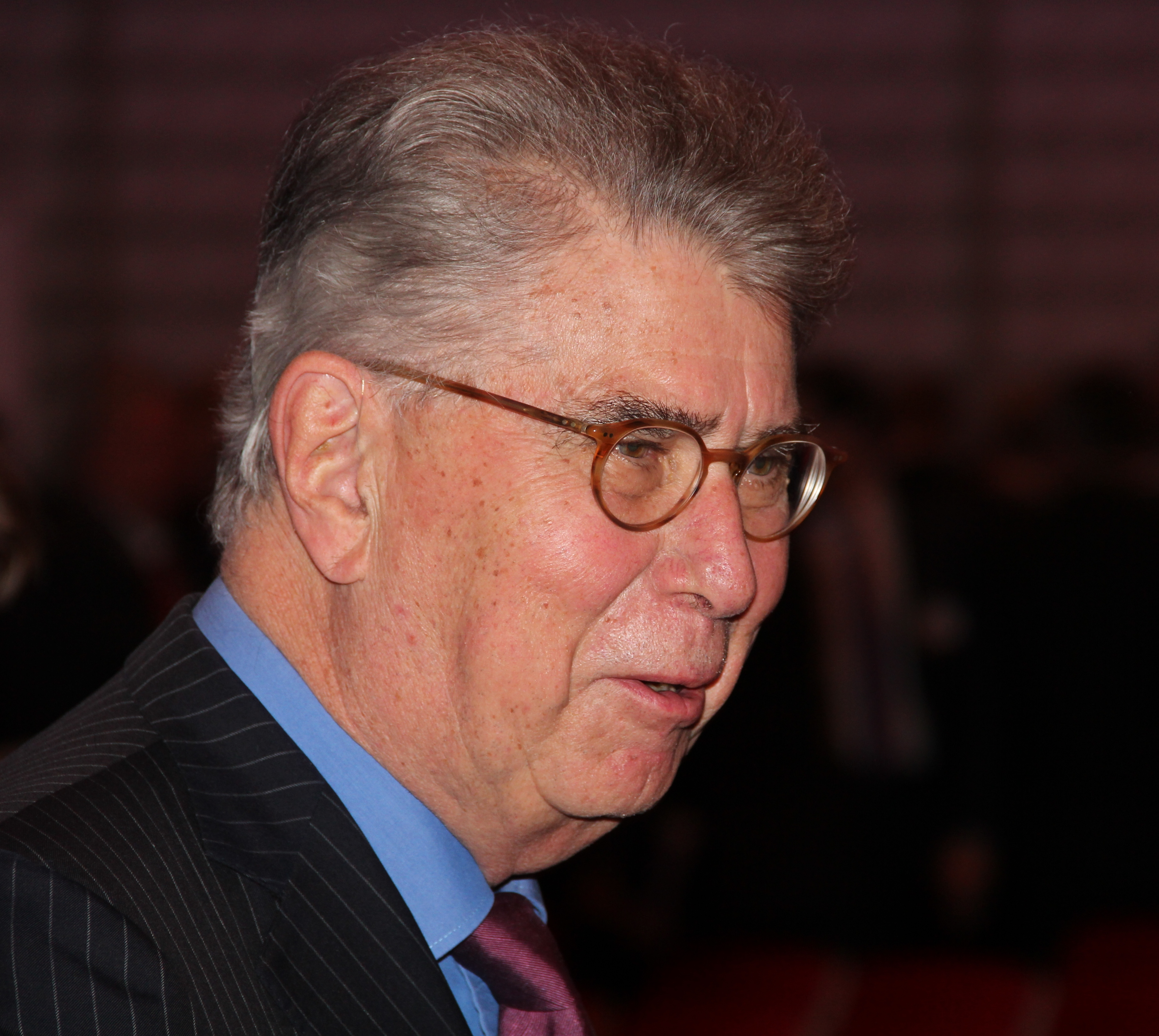
Heinz Dürr en 2013.

Heinz Dürr (Stuttgart, 16 de julio de 1933) es un empresario alemán, destacado por haber sido el primer presidente de Deutsche Bahn (DB), la principal empresa ferroviaria de Alemania. Durante esta etapa acometió la reforma ferroviaria que, después de la Reunificación alemana, llevó a la unificación de las antiguas compañías ferroviarias y el nacimiento de la «Deutsche Bahn» actual.

## Biografía
Nació en Stuttgart en 1933. A los 12 años asistió a un Escuela político-nacional (Napola) en Rottweil, durante el curso de 1944-45. Completaría su educación secundaria en 1953, ya en la Alemania occidental de posguerra. Hasta 1957 estudió Ingeniería mecánica en la Universidad de Stuttgart, tras lo cual pasó a dirigir la empresa familiar «Otto Dürr AG» hasta 1980.
Entre 1980 y 1990, Dürr fue presidente del Consejo de administración de AEG, y en 1991 fue nombrado presidente de la Deutsche Bundesbahn (DB) y director general de la Deutsche Reichsbahn (DR), que hasta la reunificación alemana de 1990 habían sido las compañías estatales de ferrocarril de la Alemania occidental y la Alemania oriental. En su primera etapa, acometió la denominada Bahnreform o reforma de los ferrocarriles, por la cual la DB y la DR se extinguieron el 1 de enero de 1994 y dieron lugar a la nueva Deutsche Bahn AG, nacida como una sociedad anónima con capital estatal. Dürr se convirtió en el presidente del Consejo de administración de la Deutsche Bahn hasta 1997, cuando fue sustituido por Johannes Ludewig.
Dürr siguió ocupando cargos en Deutsche Bahn hasta su renuncia en 1999, por discrepancias con el gobierno de la República Federal Alemana. Después de eso se ha dedicado exclusivamente a los negocios del conglomerado industrial que posee la familia.